# Milčice
Milčice – miasteczko i gmina w Czechach, w powiecie Nymburk, w kraju środkowoczeskim. Według danych z dnia 1 stycznia 2013 liczyła 279 mieszkańców.